# Paranemertes cylindracea
Paranemertes cylindracea är en djurart som tillhör fylumet slemmaskar, och som beskrevs av Korotkevich 1977. Paranemertes cylindracea ingår i släktet Paranemertes och familjen Emplectonematidae. Inga underarter finns listade i Catalogue of Life.